# Hagnagora ephestris
Hagnagora ephestris là một loài bướm đêm trong họ Geometridae.